# 艾琳·贝莉
艾琳·贝莉（英語：Aleen Bailey，1980年11月25日—），牙买加女子田径运动员，主攻短跑。她曾代表牙买加参加2004年和2008年夏季奥林匹克运动会田径比赛，其中2004年奥运会获得一枚金牌。